# Васильевская Пустошь
Васильевская Пустошь — деревня Слободского сельсовета Лебедянского района Липецкой области.

## География
Расположена южнее посёлка Калининский. Через деревню проходят просёлочные дороги, выходящие на находящуюся севернее автомобильную дорогу. В деревне имеется одна улица: Лесная.
На территории Васильевской Пустоши находится пруд.

## Население
| 2010 |
| ---- |
| 10   |

В 2015 году население деревни составлял 4 человека.